# Merhippolyte
Merhippolyte is een geslacht van kreeftachtigen uit de klasse van de Malacostraca (hogere kreeftachtigen).

## Soorten
- Merhippolyte agulhasensis Spence Bate, 1888
- Merhippolyte americana Holthuis, 1961
- Merhippolyte ancistrota Crosnier & Forest, 1973
- Merhippolyte calmani Kemp & Sewell, 1912
- Merhippolyte chacei Kensley, Tranter & Griffin, 1987
- Merhippolyte kauaiensis (Rathbun, 1906)
- Merhippolyte peroni Ledoyer, 1990